# 게리 부시
윌리엄 게리 뷰시(Gary Busey, 영어 발음: /ˈbjuːsi/, 1944년 6월 29일 ~ )는 미국의 배우이다. 뷰시는 다작하는 성격파 배우로 150편을 상회하는 영화에 참여했다. 영화 참여작에는 《리썰 웨폰》(1987), 《프레데터 2》(1990), 《포인트 브레이크》(1991), 《언더시즈》(1992), 《야망의 함정》(1993), 《캐리드 어웨이》(1996), 《더블 플레이》(1996), 《로스트 하이웨이》(1997), 《라스베가스의 공포와 혐오》(1998), 《진저데드 맨》(2005), 《피라냐 3DD》(2012) 등이 있다. 텔레비전 쇼 《건스모크》, 《워커, 텍사스 레인지》, 《로 앤 오더》, 《스크럽스》, 《안투라지》 등에서 게스트 출연하기도 했다.
영화 《버디 홀리 스토리》(1978)의 버디 홀리 역할을 맡아 아카데미상 최우수 배우상에 후보 지명되었고, 국립 영화 평론가 협회 최우수 배우상을 수상했다. 2014년 아마존 파이어 TV에서 일련의 광고를 통해 자신의 대중적 이미지를 풍자했다.

## 어린 시절
게리 뷰시는 텍사스주 구스 크릭 출신으로, 전업주부 새디 버지니아 (혼전성 어넷)와 건축 디자인 매니저 델머 로이드 뷰시의 아들이다. 1962년 오클라호마주 툴사 소재 내이선 헤일 고등학교에 입학했다. 캔자스주 피츠버그의 피츠버그 주립 대학에 재적할 무렵 축구 장학금을 받았고, 연기에 대한 관심을 가진다. 그 뒤 오클라호마주 스틸워터 소재 오클라호마 주립 대학으로 편입했으나, 졸업까지 한 학기를 남겨놓고 퇴학했다.

## 경력

### 초반
게리 뷰시는 더 러버 밴드(The Rubber Band)에서 드러머로서 사업 경력을 출발했다. 여러 리언 러셀 녹음에 참여했으며 "테디 잭 에디" 또는 "스프렁크"라는 가명의 드럼 연주자로 기록되었다. 스프렁크는 KTUL 방송국에서 방영하는 툴사의 지역 텔레비전 쇼 《더 언캐니 필름 페스티벌 앤 캠프 미팅》에서 출연진으로 활동할 당시 그가 제작한 캐릭터다. (여기서 동료 게일라드 사테인은 "닥터 마젭파 폼파조디"라는 이름을 사용했다.) 언캐니 필름 페스티벌에 쓸 대본 작성을 위해 뷰시는 적대적이고 아는 채 하는 미국 히어로 캐릭터를 구상했다. 게일라드에게 그 캐릭터의 이름을 무엇으로 할지 묻자, 그는 "셋 중 하나를 골라. 테디, 잭, 그리고 에디."라고 답했다. 카프(Carp)라는 밴드와 공연하기도 했으며 1969년 에픽 레코드에서 음반 하나를 발매했다.
뷰시는 1970년 내내 지속적으로 영화 및 텔레비전에서 조역으로 출연했다. 1975년에는 《건스모크》에서 그가 연기한 "하비 데일리"가 시리즈에서 가장 마지막으로 살해당하는 인물이 된다. (세 번째 시즌. 에피소드명 No. 633 – "The Busters".)

### 유명세 상승

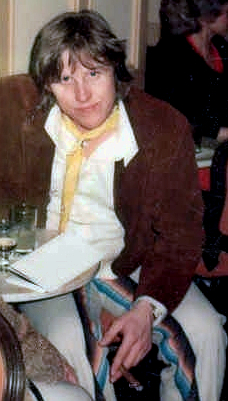
1976년 《스타 이즈 본》의 초연 현장에서

1974년 클린트 이스트우드와 제프 브리지스 주연 《대도적》에서 극중 마리클 키미노를 보조하는 친구 범죄자 역을 맡음으로서 메이저 영화에 데뷔한다. 1976년, 바브라 스트라이샌드와 그 프로듀서 남자친구 존 피터스에 의해 기용되어 리메이크 영화 《스타 이즈 본》에서 크리스 크리스토퍼슨이 연기하는 등장인물의 로드 매니저 바비 리치를 연기했다. 영화 DVD 코멘터리에서 스트라이샌드는 뷰시가 훌륭한 일을 했으며, TV 시리즈에 출연한 그를 본 순간 그가 배역에 적임일 것을 예상했다고 말했다.
1968년 록계의 전설 버디 홀리 역을 맡아 《버디 홀리 스토리》에 출연했고, 사테인 또한 빅 보퍼 역으로 등장했다. 뷰시의 극중 연기는 그의 경력 사상 가장 극찬을 받았으며 그에게 아카데미상 최우수 남성 배우 부분 후보 지명 및 국립 영화 평론가 협회 최우수 남성 배우 부분 수상을 안겨준다. 동년, 미미한 호평을 받은 드라마 《출옥자》와 컬트적 인기를 지닌 고전 서핑 영화 《파도를 가르며》에 출연하다.
1980년대 뷰시는 극찬을 받은 웨스턴 《바바로사》, 코미디 《DC 택시》, 《사랑의 상대성》, 스티븐 킹 영화화작 《스틸 불릿》에 출연했다. 또한 액션 코미디 《리썰 웨폰》에서 멜 깁슨과 대시 글로버가 연기한 등장인물의 주 적대자 중 한 명으로 등장한다. 1990년대에는 액션 영화 《프레데터 2》, 《포인트 브레이크》, 《언더시즈》 (1992) 등에서 두드러지는 조역을 역임했다. 또한 《루키》, 《야망의 함정》, 《더블 플레이》, 《로스트 하이웨이》, 《라스베가스의 공포와 혐오》에서 출연하기도 한다. 1979년 3월 《새터데이 나이트 라이브》 시즌 4 에피소드 14에서, 1990년대 《레이트 쇼 위드 데이비드 레터먼》에서 〈Stay All Night〉를 노래했다.

### 2000년대 ~ 현재
2003년 뷰시는 코미디 센트럴 리얼리티 쇼 《아임 위드 뷰시》에 기용되었다. 2005년 《심슨》 에피소드에서 목소리를 제공했으며, 유명 미니시리즈 《인투 더 웨스트》에 출연했다. 2006년 터키 독립주의자 영화 《늑대들의 계곡 이라크》에서 논쟁적 출연을 감행했다. 영화는 파시즘, 반미주의, 반유대주의 혐의를 받고 있다. 2007년 HBO의 《안투라지》에서 주요 주연인물로 등장했다. 여기서 자신의 별난 이미지를 풍자했으며 궁극적으로 세 편에서만 모습을 비춘다. 2008년 리얼리티 쇼 《셀러브러티 리햅 위드 닥터 드루》의 시즌 2에서 합류했다. 2011년 3월 초연한 《셀리브리티 어프렌티스 4》를 통해 리얼리티 텔레비전 쇼에 복귀했다. 이후 《셀리브리티 어프렌티스 6》에 거듭 출연했고, 여기서 자신이 연기한 버디 홀리의 〈Not Fade Away〉를 잠시 공연한다.
2010년 유튜브의 비타민 워터 광고 시리즈에서 뷰시는 노먼 터그워터를 분한다. 이 캐릭터는 판타지 풋볼 팀 구단주로부터 방출된 전문 운동선수의 권리를 변호하는 변호사다. 2014년 아마존 파이어 TV에서 연예 대변인으로 활동한다. 8월경 영국 버전의 《셀러브리티 빅 브라더》에서 첫 미국인 우승자가 된다. 2015년 9월 1일 《댄싱 위드 더 스타》의 21번째 시즌에서 경합을 벌일 것이라 공표했다. 전문 댄서 안나 브레번스카야와 팀을 구성했다. 뷰시와 브레번스카야는 경쟁 4주까지 진출했으나 결국 10위 자리에 그쳤다.

## 개인사
1971년 아내 주디 헬켄버그 사이의 첫 아들 윌리엄 제이콥 "제이크" 뷰시가 태어났다. 뷰시와 헬켄버그는 제이크가 19살일 무렵 이혼했다. 뷰시는 그 전 관계에서 출생한 알렉트라(Alectra)라는 이름의 딸이 한 명 있다. 2010년 뷰시의 약혼녀 스테파니 샘프슨 사이에서 루크 샘프슨 뷰시가 출생했다.
1988년 12월 4일경 뷰시는 헬멧 미착용 상태의 오토바이 사고로 여러 부상을 입었다. 두개골은 골절된 상태였고, 의사는 그가 영구적 두뇌 손상을 입었다고 진찰했다. 《셀러브러티 리햅 위드 닥터 드루》 시즌 2 촬영중에 정신과 의사 찰스 소피는 뷰시의 두뇌 손상이 그가 인식하는 것보다 더 큰 영향을 주고 있다고 추측했다. 의사는 그의 정신적 "여과장치"의 손상이 언행을 충동적으로 변화시켰노라 묘사했다. 소피는 뷰시에게 벨프로산 복용을 권했고 뷰시는 이에 응했다.
1996년 자신이 기독교인이라고 다음과 같이 공언했다. "나는 할리우드에게 내가 기독교인이라고 말하는 것이 자랑스럽다. 처음으로 내 자신에게 솔직해진 느낌이다." 기독교로의 복귀는 오토바이 사고를 비롯해 1995년 코카인 중독에 의한 결과다. 1997년 부비강 내에 발생한 자두 크기의 종양을 제거하는 수술을 성공적으로 마쳤다. 뷰시가 코피를 흘림으로서 발견한 것인데 선천적으로 자라고 있었다. 2011년, 도널드 트럼프 2012년 대통령 출마를 지지하는 발언을 했다. "미국인으로서, 선거일 밤 도널드 트럼프에 투표합시다." 2015년 트럼프의 대통령 입후보를 지원하다는 견해를 내보였다.

## 출연 작품

### 영화
- 솔저 (1998)